# 手腳搖動
手腳搖動，俗語又稱坐立不安(粵語：坐唔定)，是多種兒童精神病患的表面徵狀，可在患有嚴重注意力不足過動症或嚴重自閉症患者的身上發現。
這種徵狀的特點是重複性的身體搖動，主要在四肢，但亦有在腰部位置。這種搖動，亦以前後擺動較多，而且與患者的平衡能力無關。因此，患者即使在搖晃中的坐椅上，亦不怕跌倒。